# Monumento nazionale (Stati Uniti d'America)

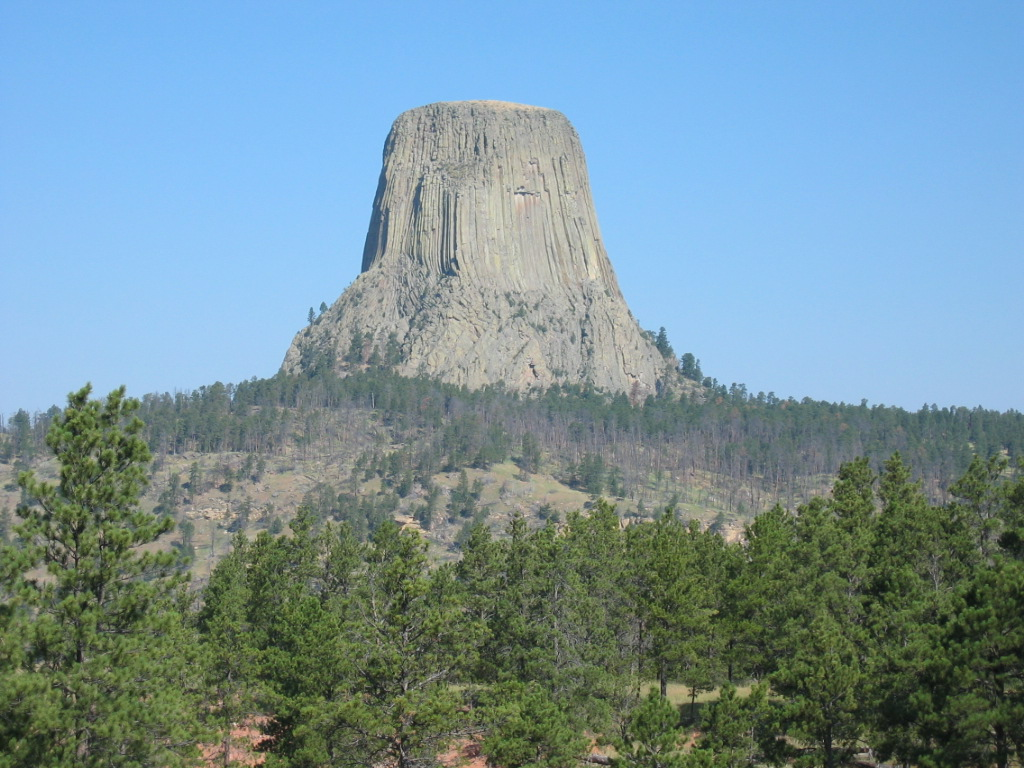
La torre del Diavolo, il primo monumento nazionale americano istituito nel 1906

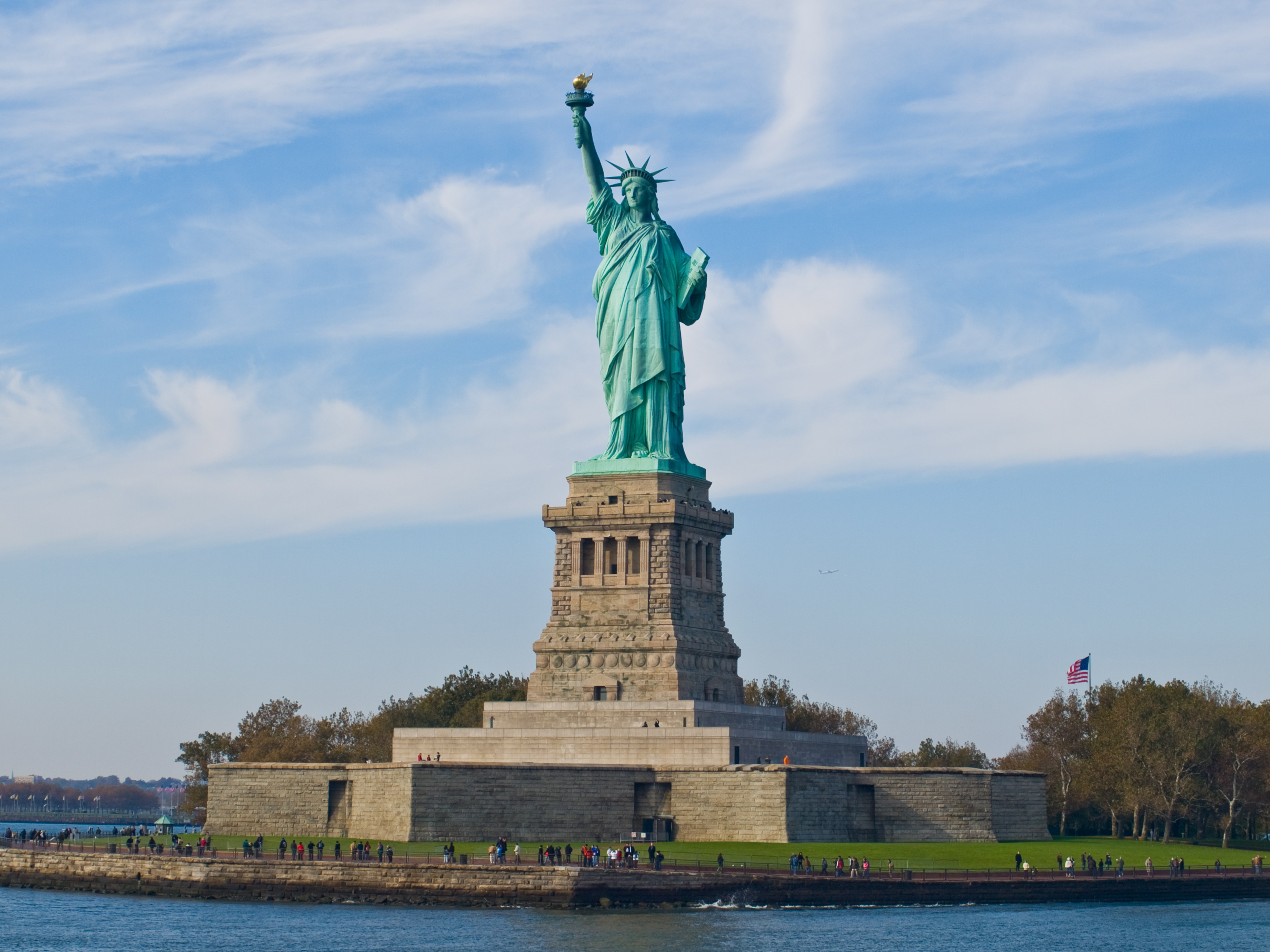
La statua della Libertà di New York, monumento nazionale dal 1924

Un monumento nazionale degli Stati Uniti o National Monument è un'area protetta simile ad un Parco Nazionale, che a differenza di questo viene istituito direttamente dal presidente degli Stati Uniti d'America senza necessitare dell'approvazione del Congresso. Il primo monumento nazionale dichiarato fu la Torre del Diavolo, che fu istituito dal presidente Theodore Roosevelt il 24 settembre 1906. Da allora sono stati istituiti oltre 160 monumenti nazionali, tuttavia nel tempo alcuni di questi sono stati trasformati in parchi nazionali o altre forme di aree protette o semplicemente sciolti. Ad oggi (2021) esistono 129 monumenti nazionali. L'ultimo in ordine di tempo è il Prehistoric Trackways, istituito il 30 marzo del 2009 per proteggere un'area dei monti Robledo nel sud del Nuovo Messico, ove sono presenti impronte di anfibi, rettili e insetti risalenti al periodo Paleozoico.

## Descrizione
A differenza dei parchi nazionali i National Monuments possono essere istituiti con un decreto presidenziale senza necessariamente richiedere l'approvazione del Congresso. L'esigenza di istituire lo status di National Monument scaturì perché, a causa del lungo iter legislativo necessario per istituire un parco nazionale, il presidente Roosevelt, temendo che le Devils Tower nello stato del Wyoming potessero essere distrutte prima che il Congresso prendesse una decisione, le dichiarò National Monument. Oggigiorno i siti che godono di questo status sono oltre 100 tra i quali vi si trova anche la Statua della Libertà di New York. La salvaguardia di questi siti oltre ad essere di competenza del Servizio dei Parchi Nazionali spetta anche ad altre istituzioni tra le quali vi sono il Servizio Forestale degli Stati Uniti, il Servizio della pesca e della fauna selvatica degli Stati Uniti ed l'ufficio per la gestione del territorio.

## Lista dei siti
| Nome                                                   | Immagine | Agenzia   | Posizione                                                                    | Data di istituzione |
| ------------------------------------------------------ | -------- | --------- | ---------------------------------------------------------------------------- | ------------------- |
| Isola Admiralty                                        |          | USFS      | Alaska 57.64°N 134.35°W                                                      | 1º dicembre 1978    |
| African Burial Ground                                  |          | NPS       | New York 40.7144°N 74.0042°W                                                 | 27 febbraio 2006    |
| Agate Fossil Beds                                      |          | NPS       | Nebraska 42.416°N 103.728°W                                                  | 14 giugno 1997      |
| Agua Fria                                              |          | BLM       | Arizona 34.15°N 112.08°W                                                     | 11 gennaio 2000     |
| Alibates Flint Quarries                                |          | NPS       | Texas 35.57°N 101.67°W                                                       | 21 agosto 1965      |
| Aniakchak                                              |          | NPS       | Alaska 56.9°N 158.15°W                                                       | 1º dicembre 1978    |
| Aztec Ruins                                            |          | NPS       | Nuovo Messico 36.83°N 107°W                                                  | 24 gennaio 1923     |
| Bandelier                                              |          | NPS       | Nuovo Messico 35.78°N 106.27°W                                               | 11 febbraio 1916    |
| Booker T. Washington                                   |          | NPS       | Virginia 37.123°N 79.766°W                                                   | 2 aprile 1956       |
| Buck Island Reef                                       |          | NPS       | Isole Vergini 17.79°N 64.62°W                                                | 28 dicembre 1961    |
| Cabrillo                                               |          | NPS       | California 32.67°N 117.24°W                                                  | 14 ottobre 1913     |
| California Coastal                                     |          | BLM       | California 36.89°N 122.18°W                                                  | 11 gennaio 2000     |
| Canyon de Chelly                                       |          | NPS       | Arizona 36.13°N 109.47°W                                                     | 1º aprile 1931      |
| Canyons of the Ancients                                |          | BLM       | Colorado 37.37°N 109°W                                                       | 9 giugno 2000       |
| Cape Krusenstern                                       |          | NPS       | Alaska 67.41°N 163.5°W                                                       | 1º dicembre 1978    |
| Capulin Volcano                                        |          | NPS       | Nuovo Messico 36.79°N 103.96°W                                               | 9 agosto 1916       |
| Carrizo Plain                                          |          | BLM       | California 35.16°N 119.75°W                                                  | 12 gennaio 2001     |
| Casa Grande Ruins                                      |          | NPS       | Arizona 32.99°N 111.54°W                                                     | 3 agosto 1918       |
| Cascade–Siskiyou                                       |          | BLM       | Oregon 42.08°N 122.46°W                                                      | 9 giugno 2000       |
| Castillo de San Marcos                                 |          | NPS       | Florida 29.898°N 81.311°W                                                    | 15 ottobre 1924     |
| Cedar Breaks                                           |          | NPS       | Utah 37.63°N 112.85°W                                                        | 22 agosto 1933      |
| Central Park                                           |          | NPS       | New York 40.46°N 73.58°W                                                     | 23 maggio 1963      |
| Chiricahua                                             |          | NPS       | Arizona 32.02°N 109.35°W                                                     | 18 aprile 1924      |
| Colorado                                               |          | NPS       | Colorado 39.04°N 108.69°W                                                    | 24 maggio 1911      |
| Craters of the Moon                                    |          | NPS, BLM  | Idaho 43.46°N 113.56°W                                                       | 2 maggio 1924       |
| Devils Postpile                                        |          | NPS       | California 37.5°N 119.08°W                                                   | 6 maggio 1911       |
| Dinosaur                                               |          | NPS       | Colorado, Utah 40.53°N 108.98°W                                              | 4 ottobre 1915      |
| Effigy Mounds                                          |          | NPS       | Iowa 43.09°N 91.19°W                                                         | 25 ottobre 1949     |
| El Malpais                                             |          | NPS       | Nuovo Messico 34.88°N 108.05°W                                               | 31 dicembre 1978    |
| El Morro                                               |          | NPS       | Nuovo Messico 35.04°N 108.35°W                                               | 8 dicembre 1906     |
| Empire State Building                                  |          | NPS       | New York 40.74°N 73.98°W                                                     | 19 maggio 1981      |
| Florissant Fossil Beds                                 |          | NPS       | Colorado 38.92°N 105.27°W                                                    | 20 agosto 1969      |
| Forte Clinton                                          |          | NPS       | New York 40.7036°N 74.0169°W                                                 | 12 agosto 1946      |
| Forte Frederica                                        |          | NPS       | Georgia 31.224°N 81.393°W                                                    | 26 maggio 1936      |
| Forte Matanzas                                         |          | NPS       | Florida 29.715°N 81.239°W                                                    | 15 ottobre 1924     |
| Forte McHenry                                          |          | NPS       | Maryland 39.263°N 76.579°W                                                   | 3 marzo 1925        |
| Forte Moultrie                                         |          | NPS       | Carolina del Sud 32.759°N 79.857°W                                           | 6 settembre 2007    |
| Forte Pulaski                                          |          | NPS       | Georgia 32.027°N 80.89°W                                                     | 15 ottobre 1924     |
| Forte Stanwix                                          |          | NPS       | New York 43.218°N 75.459°W                                                   | 21 agosto 1935      |
| Forte Sumter                                           |          | NPS       | Carolina del Sud 32.752°N 79.874°W                                           | 28 aprile 1948      |
| Forte Union                                            |          | NPS       | Nuovo Messico 35.925°N 105.009°W                                             | 5 aprile 1956       |
| Fossil Butte                                           |          | NPS       | Wyoming 41.86°N 110.77°W                                                     | 23 ottobre 1972     |
| George Washington Birthplace                           |          | NPS       | Virginia 38.1861°N 76.9305°W                                                 | 23 gennaio 1930     |
| George Washington Carver                               |          | NPS       | Missouri 36.986°N 94.354°W                                                   | 14 luglio 1943      |
| Giant Sequoia                                          |          | USFS      | California 36.04°N 118.5°W                                                   | 15 aprile 2000      |
| Gila Cliff Dwellings                                   |          | NPS       | Nuovo Messico 33.24°N 108.28°W                                               | 16 novembre 1907    |
| Governors Island                                       |          | NPS       | New York 40.691°N 74.016°W                                                   | 19 gennaio 2001     |
| Grand Canyon-Parashant                                 |          | BLM, NPS  | Arizona 36.4°N 113.7°W                                                       | 11 gennaio 2000     |
| Grand Portage                                          |          | NPS       | Minnesota 47.96°N 89.68°W                                                    | 27 gennaio 1960     |
| Grand Staircase-Escalante                              |          | BLM       | Utah 37.4°N 111.68°W                                                         | 18 settembre 1996   |
| Hagerman Fossil Beds                                   |          | NPS       | Idaho 42.79°N 114.95°W                                                       | 18 novembre 1988    |
| Hanford Reach                                          |          | FWS       | Washington 46.48°N 119.53°W                                                  | 8 giugno 2000       |
| Hohokam Pima                                           |          | NPS       | Arizona 33.19°N 111.91°W                                                     | 21 ottobre 1972     |
| Homestead                                              |          | NPS       | Nebraska 40.285°N 96.822°W                                                   | 19 marzo 1936       |
| Hovenweep                                              |          | NPS       | Colorado, Utah 37.38°N 109.08°W                                              | 2 marzo 1923        |
| Ironwood Forest                                        |          | BLM       | Arizona 32.46°N 111.57°W                                                     | 9 giugno 2000       |
| Jewel Cave                                             |          | NPS       | Sud Dakota 43.73°N 103.83°W                                                  | 7 febbraio 1908     |
| John Day Fossil Beds                                   |          | NPS       | Oregon 44.67°N 120.05°W                                                      | 26 ottobre 1974     |
| Kasha-Katuwe Tent Rocks                                |          | BLM       | Nuovo Messico 35.67°N 106.42°W                                               | 17 gennaio 2001     |
| Lava Beds                                              |          | NPS       | California 41.71°N 121.51°W                                                  | 21 novembre 1925    |
| Little Bighorn Battlefield                             |          | NPS       | Montana 45.57°N 107.43°W                                                     | 1º luglio 1940      |
| Marianas Trench Marine                                 |          | FWS       | Isole Marianne Settentrionali 20°N 145°E                                     | 6 gennaio 2009      |
| Misty Fjords                                           |          | USFS      | Alaska 55.62°N 130.61°W                                                      | 1º dicembre 1978    |
| Montezuma Castle                                       |          | NPS       | Arizona 34.61°N 111.84°W                                                     | 8 dicembre 1906     |
| Mount St. Helens                                       |          | USFS      | Washington 46.23°N 122.18°W                                                  | 27 agosto 1982      |
| Muir Woods                                             |          | NPS       | California 37.89°N 122.58°W                                                  | 9 gennaio 1908      |
| Natural Bridges                                        |          | NPS       | Utah 37.58°N 110°W                                                           | 16 aprile 1908      |
| Navajo                                                 |          | NPS       | Arizona 36.68°N 110.53°W                                                     | 20 marzo 1909       |
| Newberry                                               |          | USFS      | Oregon 43.69°N 121.25°W                                                      | 5 novembre 1990     |
| Ocmulgee                                               |          | NPS       | Georgia 32.83°N 83.61°W                                                      | 23 dicembre 1936    |
| Oregon Caves                                           |          | NPS       | Oregon 42.1°N 123.41°W                                                       | 12 luglio 1909      |
| Organ Pipe Cactus                                      |          | NPS       | Arizona 32.04°N 112.86°W                                                     | 13 aprile 1937      |
| Pacific Remote Islands Marine                          |          | FWS       | Isole minori esterne degli Stati Uniti d'America a sud-sudovest dalle Hawaii | 6 gennaio 2009      |
| Papahānaumokuākea                                      |          | NOAA, FWS | Hawaii 25.7°N 171.73°W                                                       | 15 giugno 2006      |
| Petroglyph                                             |          | NPS       | Nuovo Messico 35.16°N 106.76°W                                               | 27 giugno 1990      |
| Pinnacles                                              |          | NPS       | California 36.48°N 121.16°W                                                  | 16 gennaio 1908     |
| Pipe Spring                                            |          | NPS       | Arizona 36.86°N 112.73°W                                                     | 31 maggio 1923      |
| Pipestone                                              |          | NPS       | Minnesota 44.01°N 96.33°W                                                    | 25 agosto 1937      |
| Pompeys Pillar                                         |          | BLM       | Montana 45.99°N 108.001°W                                                    | 15 ottobre 1966     |
| Ponte di Brooklyn                                      |          | NSP       | New York 40.7°N 73.997°W                                                     | 29 giugno 1954      |
| Poverty Point                                          |          | NPS       | Louisiana 32.63°N 91.41°W                                                    | 31 ottobre 1988     |
| Prehistoric Trackways                                  |          | BLM       | Nuovo Messico 32.35°N 106.9°W                                                | 20 marzo 2009       |
| President Lincoln and Soldiers' Home National Monument |          | AFRH      | Distretto di Columbia 38.9416°N 77.0117°W                                    | 7 luglio 2000       |
| Rainbow Bridge                                         |          | NPS       | Utah 37.08°N 110.96°W                                                        | 30 maggio 1908      |
| Rockefeller Center                                     |          | NPS       | New York 40.75°N 73.97°W                                                     | 23 dicembre 1987    |
| Rose Atoll Marine                                      |          | FWS       | Samoa Americane 14.55°S 168.54°W                                             | 6 gennaio 2009      |
| Russell Cave                                           |          | NPS       | Alabama 34.97°N 85.8°W                                                       | 11 maggio 1961      |
| Salinas Pueblo Missions                                |          | NPS       | Nuovo Messico 34.26°N 106.06°W                                               | 1º novembre 1909    |
| Santa Rosa and San Jacinto Mountains                   |          | BLM, USFS | California 33.8°N 116.7°W                                                    | 24 ottobre 2000     |
| Scotts Bluff                                           |          | NPS       | Nebraska 41.83°N 103.7°W                                                     | 12 dicembre 1919    |
| Deserto di Sonora                                      |          | BLM       | Arizona 33°N 112.46°W                                                        | 17 gennaio 2001     |
| Statua della Libertà                                   |          | NPS       | New York, New Jersey 40.69°N 74.04°W                                         | 15 ottobre 1924     |
| Sunset Crater Volcano                                  |          | NPS       | Arizona 35.36°N 111.5°W                                                      | 30 maggio 1930      |
| Timpanogos Cave                                        |          | NPS       | Utah 40.44°N 111.71°W                                                        | 14 ottobre 1922     |
| Tonto                                                  |          | NPS       | Arizona 33.65°N 111.09°W                                                     | 21 ottobre 1907     |
| Torre del Diavolo                                      |          | NPS       | Wyoming 44.59°N 104.72°W                                                     | 24 settembre 1906   |
| Tuzigoot                                               |          | NPS       | Arizona 34.79°N 112.04°W                                                     | 25 luglio 1939      |
| Upper Missouri River Breaks                            |          | BLM       | Montana 47.78°N 109.02°W                                                     | 17 gennaio 2001     |
| Vermilion Cliffs                                       |          | BLM       | Arizona 36.81°N 111.74°W                                                     | 9 novembre 2000     |
| Virgin Islands Coral Reef                              |          | NPS       | Isole Vergini 18.31°N 64.72°W                                                | 17 gennaio 2001     |
| Walnut Canyon                                          |          | NPS       | Arizona 35.17°N 111.51°W                                                     | 30 novembre 1915    |
| White Sands                                            |          | NPS       | Nuovo Messico 32.78°N 106.17°W                                               | 25 luglio 1933      |
| World War II Valor in the Pacific                      |          | NPS, FWS  | Hawaii, Alaska, California                                                   | 5 dicembre 2008     |
| Wupatki                                                |          | NPS       | Arizona 35.56°N 111.38°W                                                     | 9 dicembre 1924     |
| Yucca House                                            |          | NPS       | Colorado 37.25°N 108.69°W                                                    | 19 dicembre 1919    |